# Titel (Servië)
Titel (Servisch: Тител) is een gemeente in het Servische district Zuid-Bačka.
Titel telt 14.111 inwoners (2021). De oppervlakte bedraagt 261 km², de bevolkingsdichtheid is 54.07 inwoners per km²(2021)
Naast de hoofdplaats Titel omvat de gemeente de plaatsen Vilovo, Gardinovci, Lok, Mošorin en Šajkaš.
Bij Titel bevindt zich de monding van de rivier de Tisza in de Donau. De stad zelf ligt op een hoogvlakte, de zogenoemde Titelski breg, oftewel de hoogvlakte van Titel.

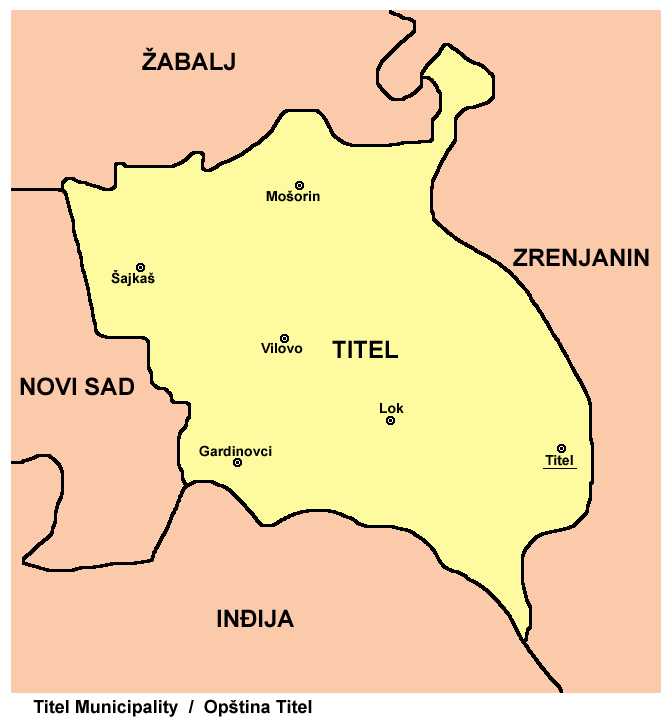

## Geschiedenis
Titel wordt voor het eerst in geschriften vermeld in het jaar 1077 onder de naam Tytul. In de 12e eeuw was de stad al een belangrijke plaats in het Koninkrijk Hongarije. Rond 1500 wordt de burcht versterkt door de bisschop van Győr. De versterking mocht echter niet baten, in 1526 veroveren de Ottomanen het gehele zuiden en midden van Hongarije. Tijdens de Ottomaanse tijd is de plaats en hoofdzetel voor het bestuur van de omliggende regio. In 1688 wordt de plaats bevrijd van het Turkse Juk door troepen van de Habsburgse keizer. In 1694 keren de Turken terug en bezetten de burcht van Titel opnieuw. In 1697 komt het definitief in handen van het Habsburgse rijk. In het revolutiejaar 1848-1849 wordt de burcht vernietigd door de troepen van de Hongaarse opstandelingen. Sindsdien is er geen spoor meer te herkennen van de burcht. 
In 1910 had de stad volgens de Hongaarse volkstelling 5.792 inwoners, 2.413 Serviërs, 1.858 Hongaren en 1.163 Duitstaligen. In 1920 wordt de stad in het Verdrag van Trianon toegewezen aan Joegoslavië. In 1941 nemen de Hongaren het gebied weer in. Aan het einde van de Tweede Wereldoorlog worden de Duitsers verdreven, ook vele Hongaren laten het leven. Tijdens de laatste volkstelling in 2011 vormen de Hongaren net geen 10% van de bevolking.